# Autobahn Ningbo–Zhoushan
Die Autobahn Ningbo–Zhoushan oder Yongzhou-Autobahn (chinesisch 甬舟高速公路, Pinyin Yǒngzhōu gāosù gōnglù, englisch Yongzhou Expressway), chin. Abk. G9211, ist eine regionale Autobahn in der Provinz Zhejiang im Osten Chinas. Die 68 km lange Autobahn beginnt an der Autobahn G15/G92 bei der Metropole Ningbo und führt in nordöstlicher Richtung über die 18,5 km lange Jingtai-Brücke, über die Xihoumen-Brücke, einer der größten Hängebrücken der Welt, sowie drei weitere Brücken auf die Insel Zhoushan.